# مالي (غينيا)
مالي ، التي تُعرف غالبًا باسم مدينة مالي لتمييزها عن دولة مالي، هي مدينة ومحافظة فرعية في شمال غينيا على حافة ماسيف تامغي. عدد السكان 4 798 نسمة(تقديرات عام 2008).
وهي معروفة بكونها مدينة السوق ولعسلها. يوم السوق هو الأحد. تقع مالي بالقرب من جبل لورا وجبل لانسا وهي أيضًا أعلى مدينة في غينيا بارتفاع يزيد عن 1300 متر.